# Хегелер, Йенс
Йенс Хе́гелер (нем. Jens Hegeler; 22 января 1988, Кёльн, Германия) — немецкий футболист, полузащитник.

## Клубная карьера

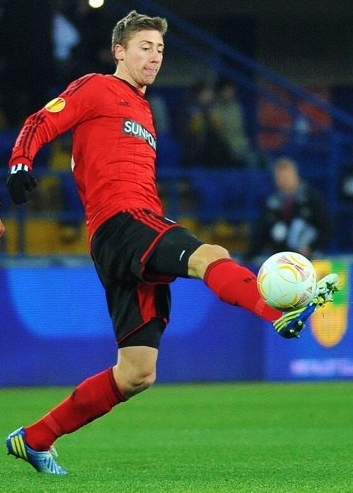
Хегелер в составе «Байера»

Хегелер является воспитанником футбольной академии леверкузенского «Байера». 10 мая 2008 года в матче против ростокской «Ганзы» он дебютировал в Бундеслиге.
В начале 2009 года на правах аренды перешёл в команду Второй Бундеслиги «Аугсбург». 8 февраля в поединке против «Рот-Вайсса» дебютировал за новый клуб. 2 мая 2010 года в поединке против «Мюнхен 1860» Йенс забил свой первый гол за «Аугсбург».
С 2010 по 2012 год он на правах аренды выступал за «Нюрнберг». После возвращения в «Байер» Хегелера начали постепенно вводить в основной состав. 28 ноября 2012 года, в матче против «Вердера», он забил свой первый гол за «Байер». 2 октября 2013 года Хегелер дебютировал в Лиге чемпионов в матче против испанского «Реал Сосьедад» и забил гол, который принёс его команде победу.
8 мая 2014 года Хегелер подписал контракт с «Гертой» сроком на три года. 23 августа в матче против «Вердера» он дебютировал за новую команду. 7 февраля 2015 года в поединке против «Майнца 05» Йенс забил свой первый гол за берлинский клуб.
В начале 2017 года Хегелер перешёл в английский «Бристоль Сити». 14 января в матче против «Кардифф Сити» он дебютировал в Чемпионшипе.

## Международная карьера
11 августа 2009 года Хегелер дебютировал за молодёжную сборную Германии в матче против сборной Турции.